# Радульф (герцог Тюрингії)
Радульф (д/н — після 642) — 1-й герцог Тюрингії.

## Життєпис
Походив з тюринзької або франкської аристократичної родини. Син якогось Хамара, що на думку низки дослідників є перекрученою назвою посади камерарій. А справжнім ім'ям батька Радульфа можливо був Радон. Той обіймав посаду мажордома Австразії.
У 630—631 роках брав участь у поході короля Дагоберта I проти держави Само. Між 632 та 634 роками призначено герцогом Тюрингії. Перш за все Радульф повинен був захищати межі володінь франків від нападів слов'ян.
Протягом 632—636 років вів запеклу війну проти Дервана, князя сорбів, якому завдав 636 року важкої поразки. Після загибелі Дервана союз лужичан на деякий час розпався. В результаті відсунуто загрозу нападів на Тюрингію. Разом з тим зростає вплив і потуга Радульфа. Він зміг надати підтримку Фарі, який став правителем Баварії.
Після смерті короля Дагоберта I у 639 році та впливового мажордома Піпіна Ланденського у 640 році погіршуються стосунки Радульфа з впливовим родом Арнульфінгів. Спільно з Фарою герцог Тюрингії виступив проти армії мажордома Адалґісела і короля Сігіберта III. Ворог завдав поразки баварському війську й 641 року повалив Фару. Але Радульф 642 року зумів відбити усі атаки франків на свій замок біля річки Уструт. Про подальшу долю Радульфа нічого невідомо, але вважається, що він став напівнезалежним володарем. При цьому дотримувався мирних стосунків зі слов'янськими племенами. Владу згодом передав старшому сину Хедену.